# Ponte Alta do Norte
Ponte Alta do Norte è un comune del Brasile nello Stato di Santa Catarina, parte della mesoregione Serrana e della microregione di Curitibanos.